# Parroquia de Saint Joseph (Barbados)
Saint Joseph es una parroquia de Barbados situada en la costa este de la isla. En esta parroquia se encuentran dos de los más notables jardines botánicos de la isla el Flower Forest y los Andromeda Gardens. Algunas partes de esta parroquia son conocidas como el "Distrito de Escocia" en referencia al gran parecido de los paisajes. Aporta un diputado a la Asamblea de Barbados.
- Datos: Q550249
- Multimedia: Saint Joseph, Barbados / Q550249